# Serral
Serral, de son vrai nom Joona Sotala, est un joueur professionnel finlandais du jeu de stratégie en temps réel Starcraft 2. Il joue pour l'équipe américaine Basilisk.
Joueur zerg, il est le premier non Sud-Coréen à être considéré comme le meilleur joueur du monde.
En 2025, il devient, en remportant l'Esport World Cup 2025, le premier joueur à remporter trois fois les championnat du monde.

## Biographie
Joona Sotala commence à jouer à StarCraft: Brood War en 2009, avec son frère. C'est à cette époque qu'il décide de jouer zerg. Il fait ses débuts à haut niveau sur StarCraft 2 en 2012, mais il n'obtient dans un premier temps aucun résultat marquant.
En octobre 2016, il est recruté par Ence Esports.
Au cours de l'année 2018, Serral remporte la majorité des tournois majeurs auxquels il participe, y compris le tournoi GSL vs The World pourtant joué sur le sol coréen. Le 3 novembre 2018, à l'occasion de la Blizzcon, Serral remporte les World Championship Series, les championnats du monde de StarCraft 2. Il est le premier foreigner, c'est-à-dire joueur non-Coréen, à réaliser cet exploit. Cette victoire lui permet de s'affirmer comme le meilleur joueur du monde.
En 2019, après avoir vu sa série d’invincibilité 2018 prise fin par une défaite en finale du WCS Winter Europe contre le jeune Zerg italien Reynor (4–3), Serral renoue avec la victoire en remportant le WCS Spring 2019 en dominant ShoWTimE 4–2 en finale, ce qui constitue son cinquième titre dans le circuit WCS. Durant l’été, il s’incline de nouveau face à Reynor en finale du WCS Summer (2–4), mais se rachète en septembre en remportant pour la deuxième année consécutive le tournoi GSL vs. The World en battant Elazer 4–2. Il conclut la saison en beauté en s’imposant au WCS Fall de Montréal contre Reynor (4–1), établissant un record de 17 maps gagnées pour une seule défaite, avant de chuter en demi-finale des WCS Global Finals 2019 contre Reynor (2–3). Toujours en novembre, il remporte le HomeStory Cup XX et contribue à la victoire de l’équipe de Finlande face à la Corée lors de la NationWars 2019. Enfin, le 6 décembre 2019, le président finlandais Sauli Niinistö l’invite à la réception de l’Indépendance au Palais présidentiel à Helsinki en hommage à ses performances exceptionnelles.
En 2020, malgré un arrêt des compétitions LAN dû à la pandémie, Serral se classe 4ᵉ à l’IEM Katowice (défaite 2–3 contre Zest), puis remporte les deux éditions du StayAtHome Story Cup (4–1 contre INnoVation puis 3–2 contre Solar) et termine l’année par une victoire en finale de DH SC2 Masters 2020 Winter face à Stats, avant de s’incliner en finale du TSL6 contre Dark (0–4).
En 2022, il décroche son deuxième titre de champion du monde en battant Reynor 4–3 lors de la finale de l’IEM Katowice 2022, devenant le champion du monde Intel Extreme Masters Katowice.
En 2023, Serral quitte ENCE pour rejoindre BASILISK début janvier, puis remporte l’ESL Masters Summer en battant GuMiho 4–2, le Master’s Coliseum 6 face à Cure (4–1), et l’ESL SC2 Masters Winter: Europe en dominant Clem 4–1. Il s’offre également un cinquième HomeStory Cup en s’imposant 3–1 contre Clem lors du XXIVᵉ opus, avant de s’incliner en demi-finale de l’ESL SC2 Masters Winter 2023 contre Clem (1–3).
En 2024, après une victoire 5–1 sur Hero en finale du Master’s Coliseum 7, il réalise la performance la plus dominante de l’histoire de l’IEM Katowice en battant Maru 4–0 avec un score combiné de 20–1 en maps, remportant ainsi son deuxième titre Intel Extreme Masters Katowice. Le 2 juin, il ajoute à son palmarès l’ESL SC2 Masters Spring en balayant Maru 4–0.
En juillet 2025, Serral s’adjuge son troisième titre mondial en remportant le tournoi StarCraft II de l’Esports World Cup à Riyadh, battant Classic 5–2 en finale,.

## Palmarès
Serral a gagné par trois fois les championnats du monde de Starcraft 2 :
- 2018 : StarCraft 2 World Championship Series
- 2022 : Intel Extreme Masters
- 2025: Esport World Cup 2025